# Pulaski (Wirginia)
Pulaski – miejscowość w Stanach Zjednoczonych, w stanie Wirginia, w hrabstwie Pulaski. W 2000 r. miasto to na powierzchni 20,3 km² zamieszkiwało 9473 osób.
W tym mieście rozwinął się przemysł włókienniczy oraz odzieżowy.